# Paolo Notari
Paolo Notari (Fabriano, 29 giugno 1961) è un giornalista e conduttore televisivo italiano.
Conduttore e  inviato di Unomattina e di altri programmi del Day Time RAI, La Vita in diretta, Sereno Variabile, Agorà. Dopo una collaborazione con Publitalia nel 2002 è stato inviato della trasmissione di Rete 4 Casa X Casa per 65 puntate.  Ha condotto collegamenti di Giochi senza frontiere nella prima serata del sabato di Rai 1.

## Biografia
Vincitore Premio sezione Video TV Festival Internazionale del giornalismo di Perugia
Per Rai 1 ha iniziato le collaborazioni come presentatore e inviato di Unomattina  per 7 anni e successivamente Unomattina estate, Sabato&Domenica Effetto sabato, Le amiche del sabato. La Vita in Diretta
Alla radio, per Rai Radio 1 ha condotto da settembre 2010 a luglio del 2011 la trasmissione  Metrò, poi Metrò estate, affiancato alla conduzione da Benedicta Boccoli, Aspettando il Giro, legato al Giro Ciclistico d'Italia e Radio Olimpia per i Giochi Olimpici di Londra 2012.
Dal 2012 conduce con Benedicta Boccoli il programma quotidiano Checkin di Laura Migliacci; conduce inoltre la parte musicale della trasmissione Baobab, entrambi i programmi sempre su Rai Radio 1. Sempre per la parte musica e spettacolo, conduce anche Sabato Sport  programma a cura di Riccardo Cucchi, con Emanuele Dotto.
In teatro ha recitato con varie compagnie in rappresentazioni quali Arlecchino servitore di due padroni e Il campiello
Docente Laboratorio di Ateneo Scienza Comunicazione UNIMC Università di Macerata
Consulente eventi speciali di Arena Sferisterio Macerata Opera Festival. 
Ha realizzato circa oltre 1000 servizi su territorio, costume, tradizioni, imprese e sanità, intervistando personaggi di spettacolo, sport, cultura, imprenditoria, politica e medicina, tra cui il maestro Riccardo Muti, i cantautori Antonello Venditti, Claudio Baglioni e Lucio Dalla, i premi Nobel Rita Levi-Montalcini e Margherita Hack, il regista Dino Risi, i Cardinali Sepe e Tarcisio Bertone.